# NT Vulpeculae
NT Vulpeculae (15 Vulpeculae / HD 189849 / HR 7653) es una estrella variable en la constelación de Vulpecula —la zorra— de magnitud aparente +4,65. Se encuentra a 223 años luz de distancia del sistema solar. 
NT Vulpeculae está catalogada como una estrella gigante de color blanco y tipo espectral A4III, con una temperatura superficial de ~ 7820 K.
Con un radio un 80 % más grande que el radio solar, su tamaño no es comparable al de las gigantes rojas —considerablemente más grandes—, siendo la luminosidad de NT Vulpeculae 58 veces superior a la luminosidad solar.
Tiene una metalicidad un 20 % más alta que la del Sol y su velocidad de rotación es igual o superior a 16 km/s.
Es además una binaria espectroscópica, con un período orbital de 3195 días.
NT Vulpeculae es una estrella con líneas metálicas (estrella Am) y una variable Alfa2 Canum Venaticorum. Este tipo de estrellas tienen intensos campos magnéticos y presentan líneas espectrales fuertes de algunos elementos químicos que varían con la rotación de la estrella. El brillo de NT Vulpeculae varía 0,05 magnitudes en un ciclo de 14,0 días.